# Pagazzano
Pagazzano (lombardul: Pagassà) település Olaszországban, Lombardia régióban, Bergamo megyében. Lakosainak száma 2104 fő (2023. január 1.). Pagazzano Morengo, Bariano, Brignano Gera d’Adda, Caravaggio, Cologno al Serio és Spirano községekkel határos.

## Népesség
A település lakossága az elmúlt években az alábbi módon változott:
| Lakosok száma | 2090 | 2083 | 2104 |
|               | 2017 | 2018 | 2023 |